# Покровское (Малоархангельский район)
Покро́вское — деревня в Малоархангельском районе Орловской области России. Входит в состав Дубовицкого сельского поселения.

## География
Деревня находится в южной части Орловской области, в лесостепной зоне, в пределах Среднерусской возвышенности, на правом берегу ручья Дубовик, при автодороге 54К-206, на расстоянии примерно 8 км (по прямой) к северо-востоку от города Малоархангельск, административного центра района. Абсолютная высота — 199 м над уровнем моря.

### Климат
Климат умеренно континентальный, с умеренно холодной продолжительной зимой и тёплым летом. Среднегодовая температура воздуха — 4,9 °C. Средняя многолетняя температура самого холодного месяца (января) составляет −8,7 °С (абсолютный минимум — −40 °C), средняя температура самого тёплого (июля) — 15 — 20 °С (абсолютный максимум — 42 °С). Безморозный период длится в среднем 140—145 дней. Среднегодовое количество осадков составляет около 550 мм, из которых большая часть выпадает в тёплый период. Устойчивый снежный покров устанавливается в первой половине декабря и держится в течение 118—133 дней.

### Часовой пояс
Деревня Покровское, как и вся Орловская область, находится в часовой зоне МСК (московское время). Смещение применяемого времени относительно UTC составляет +3:00.

## Население
| 2010 |
| ---- |
| 65   |

### Половой состав
По данным Всероссийской переписи населения 2010 года, в гендерной структуре населения мужчины составляли 40 %, женщины — соответственно 60 %.

### Национальный состав
Согласно результатам переписи 2002 года, в национальной структуре населения русские составляли 99 % из 76 чел.

## Известные уроженцы
- Дубровинский, Иосиф Фёдорович (1877—1913) — русский революционер, большевик.
- Дубровинский, Яков Фёдорович (1882—1918) — русский революционер, большевик.